# Ponana guatama
Ponana guatama är en insektsart som beskrevs av Delong och Freytag 1967. Ponana guatama ingår i släktet Ponana och familjen dvärgstritar. Inga underarter finns listade i Catalogue of Life.